# 巴位國家公園
巴位國家公園（越南语：／）是位在越南的國家公園，在河內西方48公里處。是1991年1月16日依17-CT決議而設立的。
巴位國家公園位在巴位山脈，面積7377公顷，有豐富多樣性的熱帶及亞熱帶動植物。

## 地理位置
巴位國家公園位在河內的巴位縣及和平省的和平市及良山縣，距山西市社10公里，距河內市48公里。
自從20世紀初開始，巴位就因為其多樣化的生態系統、美麗的景色以及涼爽的天氣而聞名。
巴位國家公園中東北部和西南部都有山地，高峰分別是高1296公尺的君峰（Vua Peak）、高1227公尺的傘圓峰（Tan Vien Peak）及1131公尺的玉花峰（Ngoc Hoa Peak）。

## 動植物
巴位國家公園有45種哺乳類、115種鳥、61種爬蟲類、27種青蛙，其中許多列為越南的罕見物種，也列在紅皮書內，像是白鹇、猴子、豹、熊、鼯鼠。目前已知的植物超過一千類，包括200種藥用植物、以及許多稀有植物，像是翠柏、松屬、栗以及麻楝。

## 圖集

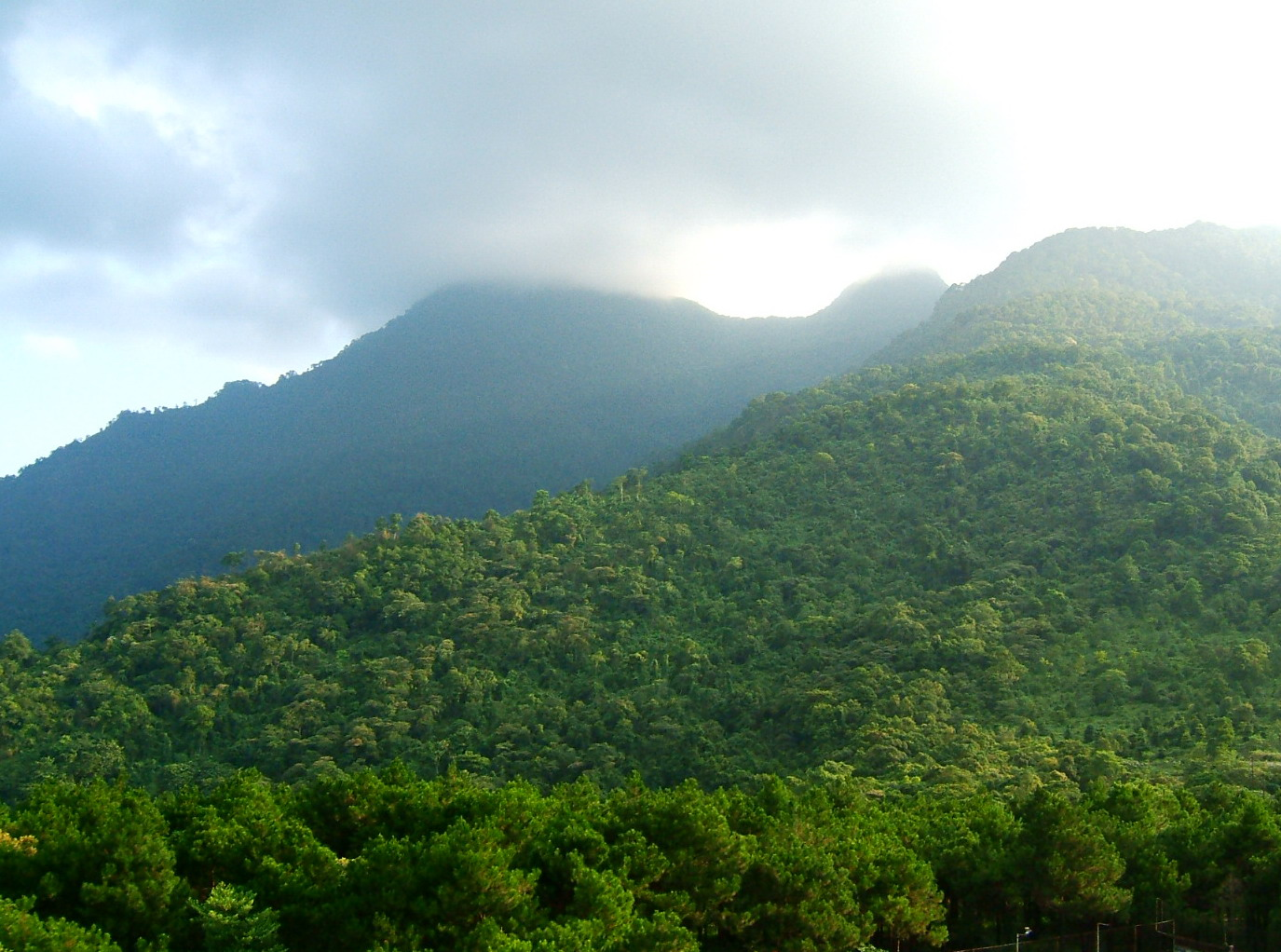
巴位國家公園
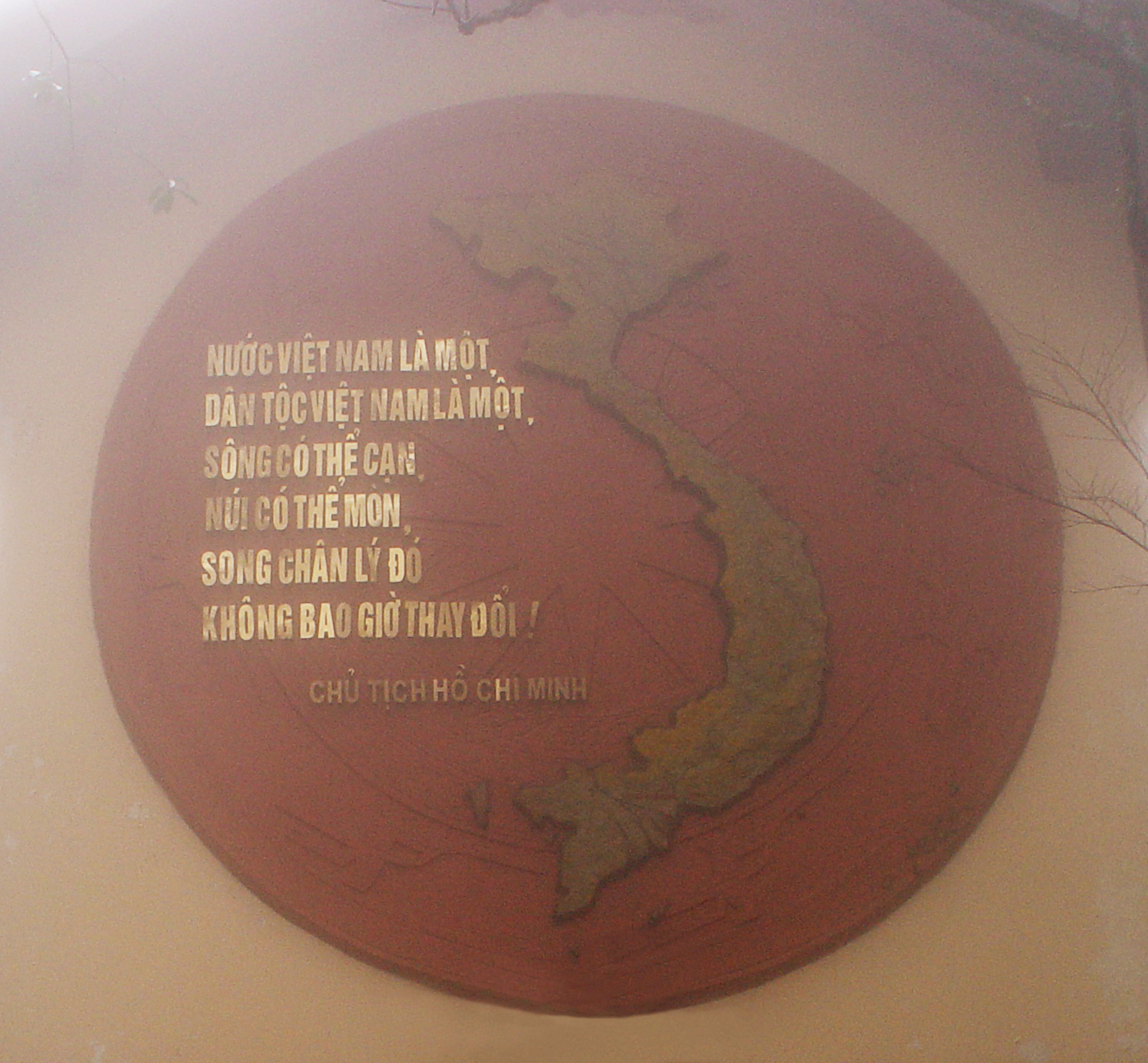
巴位國家公園，往Ho Chi Minh Temple的入口
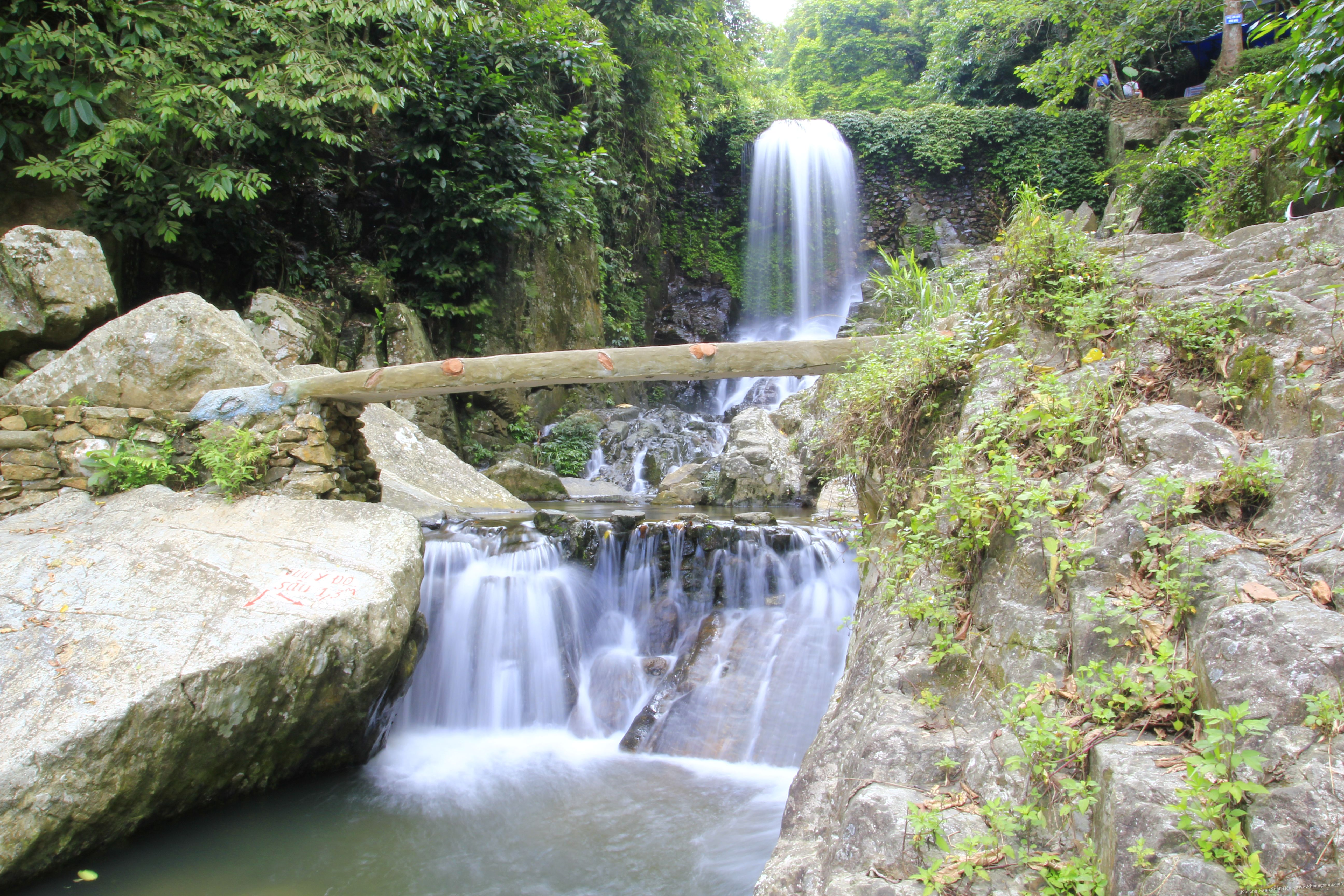
巴位國家公園
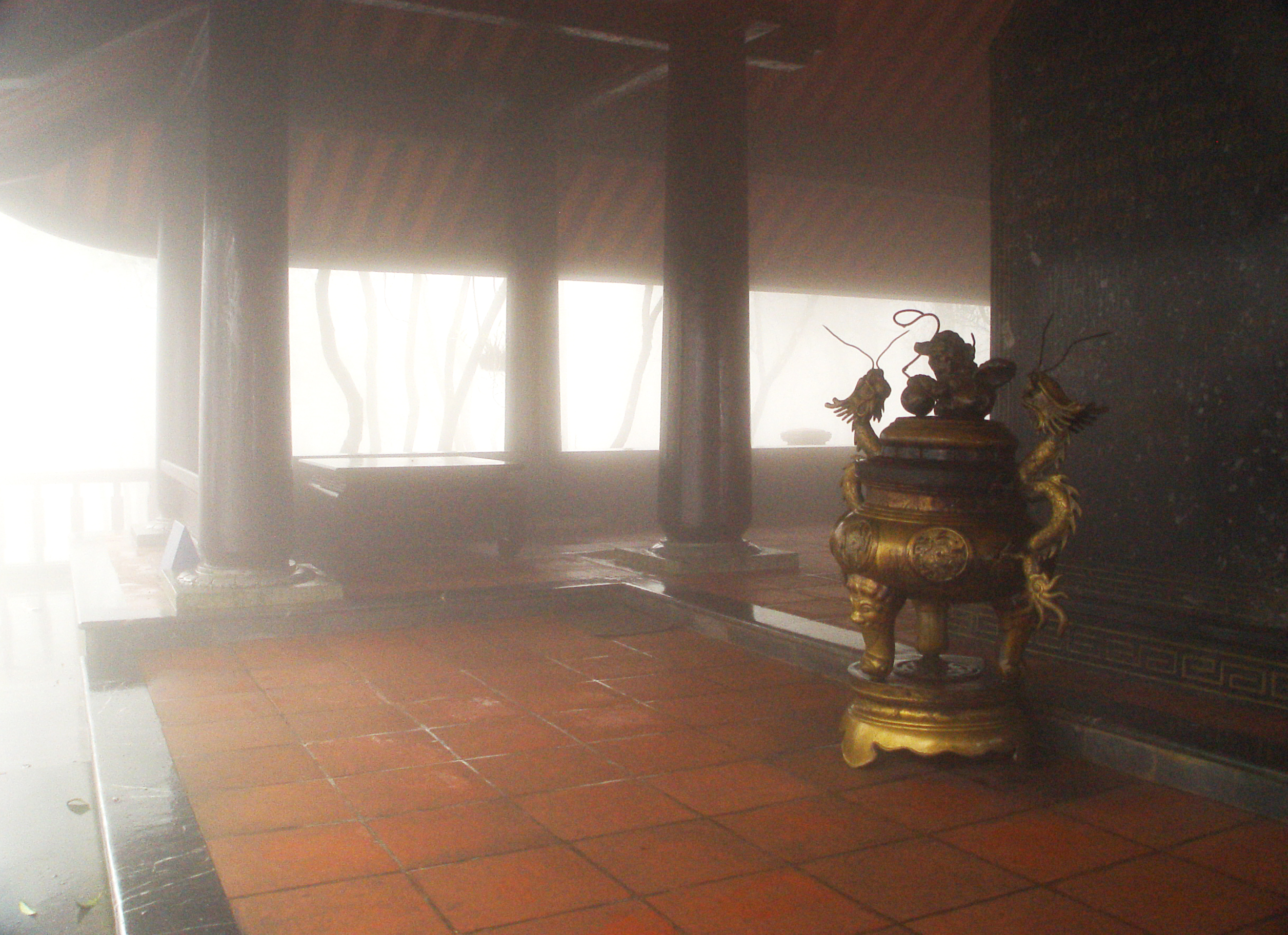
巴位國家公園，Ho Chi Minh Temple內
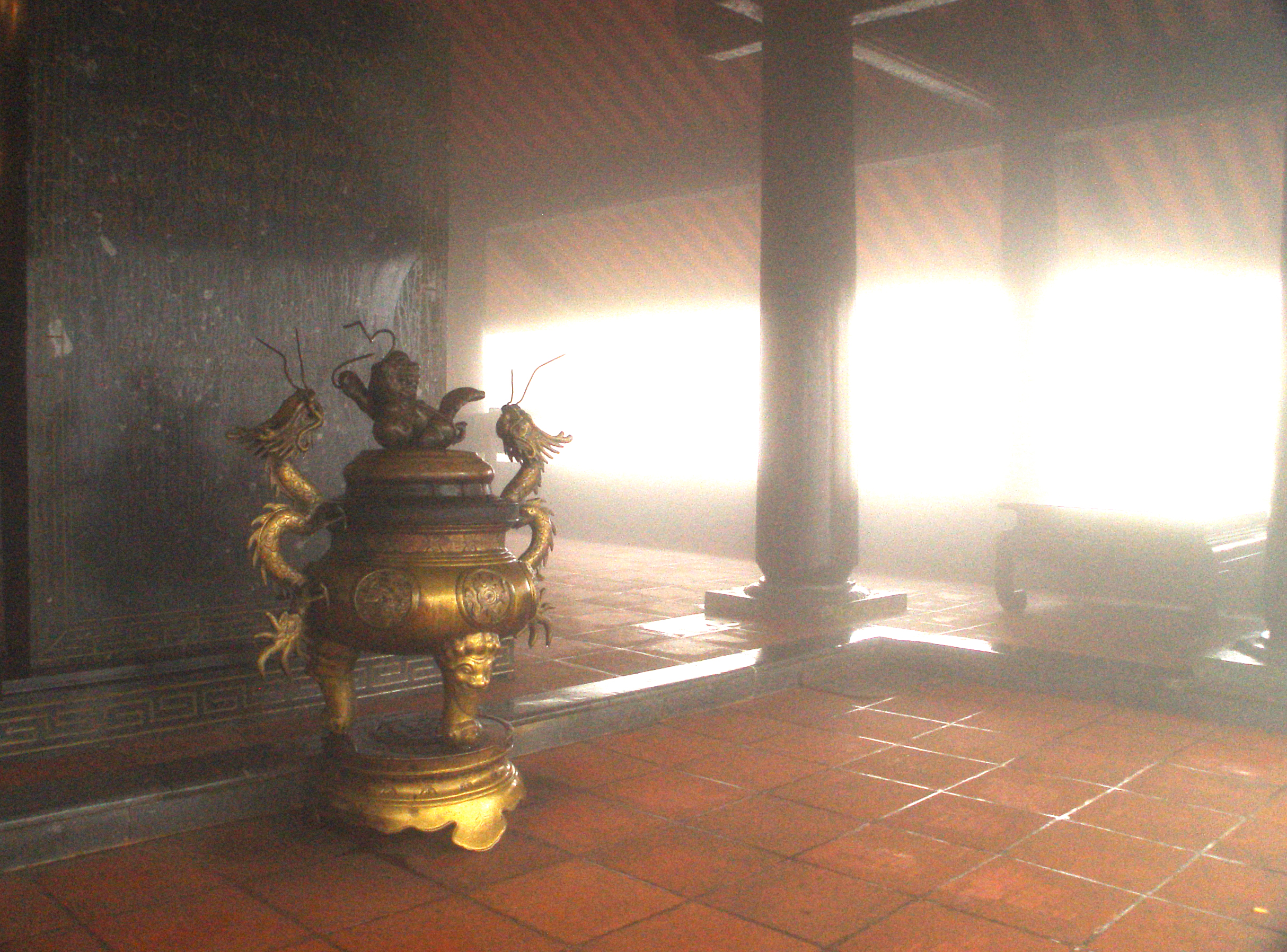
巴位國家公園，Ho Chi Minh Temple內
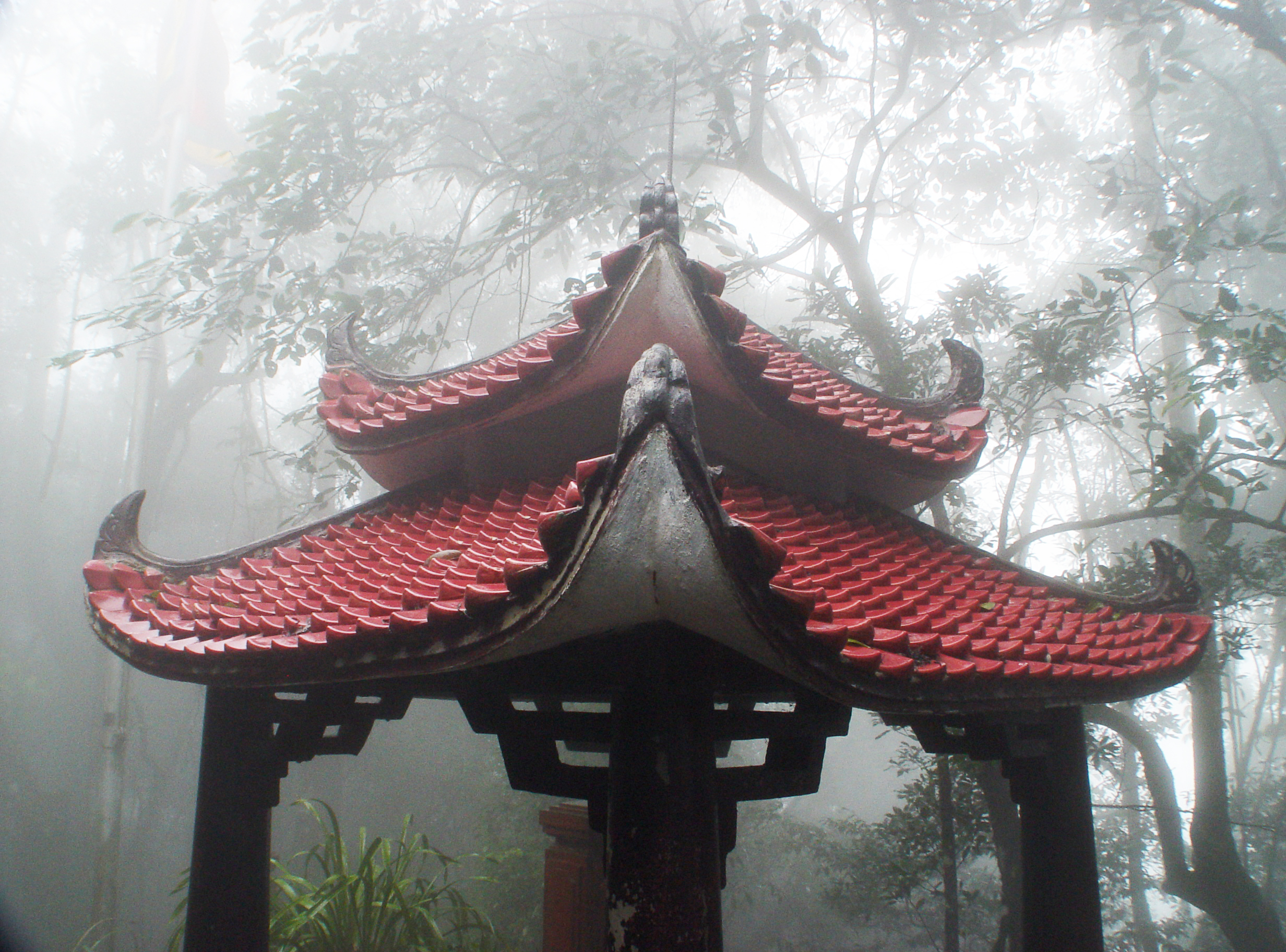
巴位國家公園內，Ho Chi Minh Temple
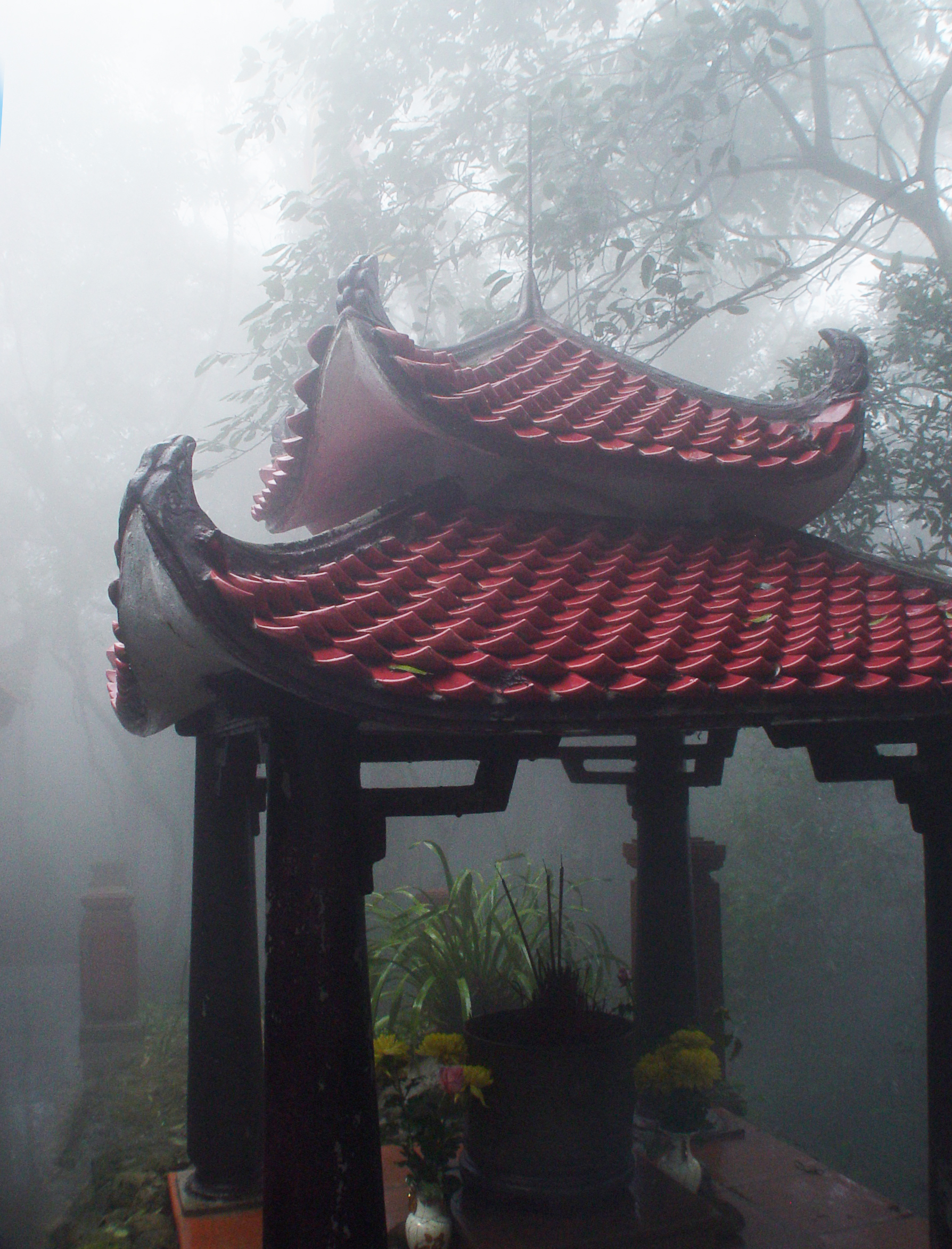
巴位國家公園內，Ho Chi Minh Temple
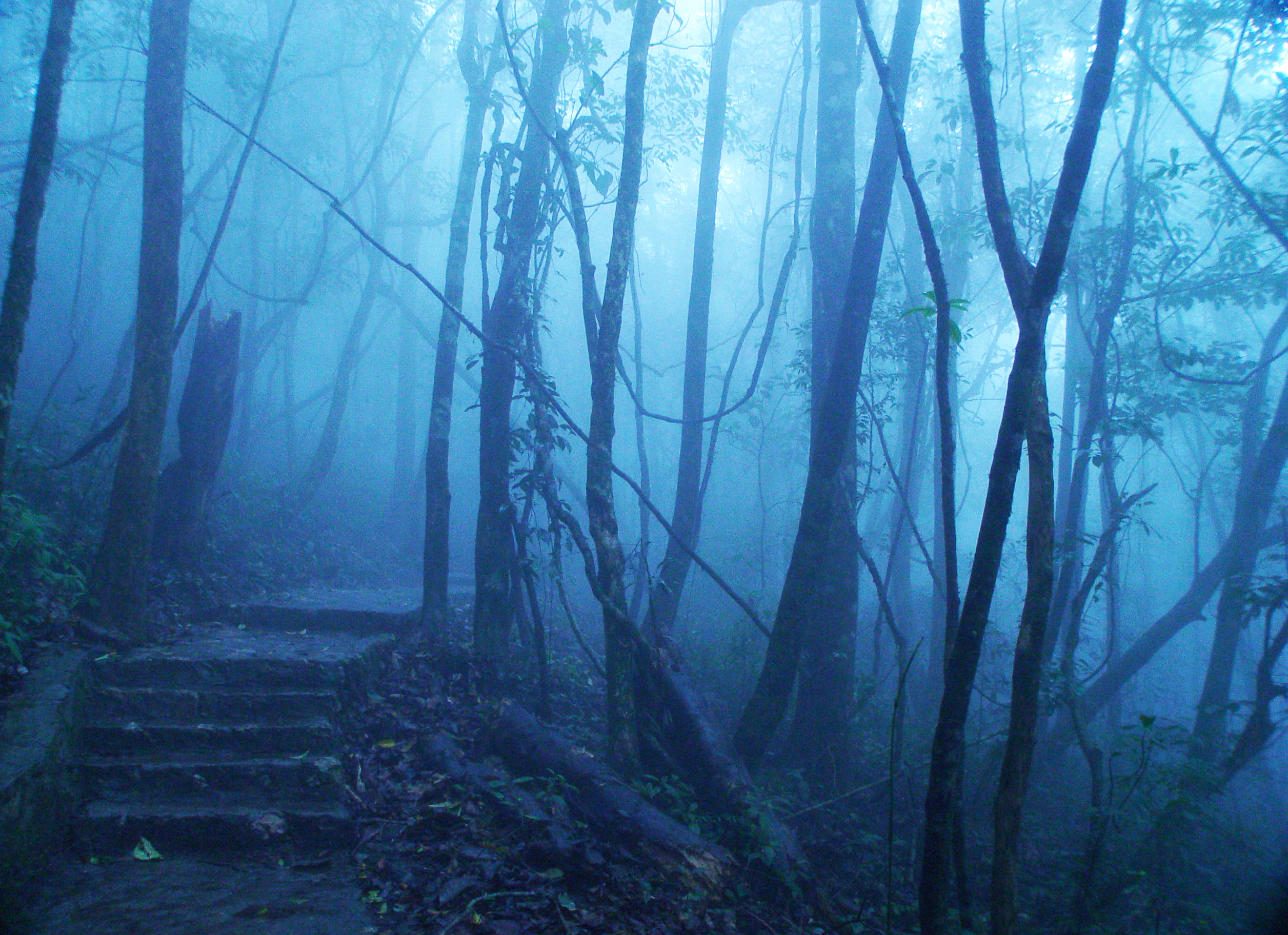
巴位國家公園的階梯和雲霧

## 外部連結
- Ba Vi National Park, Vietnam
- Vietnam National Parks